# International Federation of Model Auto Racing
Die International Federation of Model Auto Racing (IFMAR) ist weltweit der oberste Sportverband im Rennsport mit funkferngesteuerten Autos. Er wurde am 9. Juli 1979 gegründet.
Der Verband legt internationale Reglements fest und vergibt die Ausrichtung der Weltmeisterschaften für funkferngesteuerte Autos.
Mitglieder sind vier Blöcke, die die regionaleren Interessen im Modellsport vertreten. Diese sind:
- European Federation of Radio Operated Model Automobiles (EFRA) – Europa.

- Far East Model Car Association (FEMCA) – Australasien und Asien.

- Remotely Operated Auto Racers (ROAR) – Kanada und USA

- Fourth Association of Model Auto Racing (FAMAR) – Argentinien, Brasilien, Kolumbien, Mexiko, Südafrika, Uruguay, Chile  und Venezuela.

## Weltmeisterschaften
Seit 1977 werden Weltmeister im RC-Sport gekürt. Es werden Titel in verschiedenen Klassen vergeben. Im Gegensatz zu den Europameisterschaften werden Weltmeisterschaften in den jeweiligen Klassen nur im Zweijahresrhythmus ausgetragen.
Folgende Titel werden aktuell vergeben:
- 1:5 Verbrenner Tourenwagen
- 1:8 Verbrenner Glattbahn
- 1:8 Verbrenner Off-Road
- 1:10 Verbrenner Glattbahn
- 1:10 Elektro Glattbahn
- 1:10 Elektro Off-Road 2WD und 4WD
- 1:12 Elektro Glattbahn

### Meister ungerader Jahre
| Jahr | Sport 1:8        | Off-Road 1:10 4WD       | Off-Road 1:10 2WD   | Tourenwagen 1:5 Verbrenner |
| ---- | ---------------- | ----------------------- | ------------------- | -------------------------- |
| 2023 | Dario Balestri   | Davide Ongaro           | Tater Sonntag       |                            |
| 2022 | -                | -                       | -                   | Markus Feldmann            |
| 2021 | - ***            | - ***                   | - ***               | - ***                      |
| 2019 | Shoki Takahata   | Bruno Coelho            | Spencer Rivkin      | Marko Grigic               |
| 2017 | Dario Balestri   | Ryan Maifield           | Ryan Maifield       | Meirinhos Santiago         |
| 2015 | Simon Kurzbuch   | Bruno Coelho            | Spencer Rivkin      | Russell Grenenger          |
| 2013 | Tadahiko Sahashi | Steve Hartson           | Jared Tebo          | Markus Feldmann            |
| 2011 | Robert Pietsch   | Ryan Cavalieri          | Ryan Cavalieri      | Guillaume Solon            |
| 2009 | Lamberto Collari | Martin Achter           | Martin Achter       | Barend Myburgh             |
| 2007 | Lamberto Collari | Jared Tebo              | Hayato Matsuzaki    | Martin Lissau              |
| 2005 | Lamberto Collari | Ryan Cavalieri          | Neil Cragg          | Ian Oddie                  |
| 2003 | Lamberto Collari | Ryan Cavalieri          | Billy Easton        | Hessel Roskamp             |
| 2001 | Kenji Osaka      | Jukka Steenari          | Matt Francis        | Marcel Strauch             |
| 1999 | Adrien Bertin    | Jukka Steenari          | Masami Hirosaka     |                            |
| 1997 | Lamberto Collari | Masami Hirosaka         | Brian Kinwald       |                            |
| 1995 | Lamberto Collari | Mark Pavidis            | Matt Francis        |                            |
| 1993 | Lamberto Collari | Masami Hirosaka         | Brian Kinwald       |                            |
| 1991 | Lamberto Collari | Cliff Lett              | Masami Hirosaka     |                            |
| 1989 | Lamberto Collari | Masami Hirosaka         | Masami Hirosaka     |                            |
| 1987 | Pete Fusco       | Masami Hirosaka         | Joel Johnson        |                            |
| Jahr | =                | Off-Road 1:10 Unlimited | Off-Road 1:10 Stock |                            |
| 1985 | Rody Roem        | Gil Losi Jr             | Jay Halsey          |                            |
| 1983 | David Lecat      |                         |                     |                            |
| 1981 | Arturo Carbonell |                         |                     |                            |
| 1979 | Phil Booth       |                         |                     |                            |
| 1977 | Butch Kroells    |                         |                     |                            |

### Meister gerader Jahre
| Jahr | 1:12 Modified     | 1:12 Spec    | Offroad 1:8        | TW 1:10 Elektro Modified | TW 1:10 Elektro Spec | TW 1:10 Verbrenner |
| ---- | ----------------- | ------------ | ------------------ | ------------------------ | -------------------- | ------------------ |
| 2024 | -                 | -            | Davide Ongaro      | Bruno Coelho             | Simon Lauter         |                    |
| 2023 | Michal Orlowski   | Max Mächler  | -                  | -                        | -                    | -                  |
| 2022 | - ***             | - ***        | Davide Ongaro      | Bruno Coelho             | Alexandre Duchet     | Tadahiko Sahashi   |
| 2020 | Marc Rheinard     | Andy Murray  | - ***              | - ***                    | - ***                | - ***              |
| 2018 | Alexander Hagberg | - **         | Davide Ongaro      | Bruno Coelho             | -                    | Naoto Matsukura    |
| 2016 | Naoto Matsukura   | -            | David Ronnefalk    | Ronald Völker            | -                    | Dominic Greiner    |
| 2014 | Marc Rheinard     | -            | Ty Tessmann        | Naoto Matsukura          | -                    | Alexander Hagberg  |
| 2012 | Naoto Matsukura   | -            | Robert Battle      | Gilles Groskamp          | -                    | Meen Vejrak        |
| 2010 | Naoto Matsukura   | -            | Cody King          | Marc Rheinard            | -                    | Ralph Burch        |
| 2008 | Naoto Matsukura   | -            | Atsushi Hara       | Marc Rheinard            | -                    | Daniele Ielasi     |
| 2006 | David Spashett    | -            | Mark Pavidis       | Andy Moore               | -                    | Keisuke Fukuda     |
| 2004 | Masami Hirosaka   | -            | Guillaume Vray     | Marc Rheinard            | -                    | Adrien Bertin      |
| 2002 | Masami Hirosaka   | -            | Greg Degani        | Surikarn Chaidejsuriya   | -                    | Mark Pavidis*      |
| Jahr | =                 | -            | =                  | =                        | -                    | PRO 10             |
| 2000 | Masami Hirosaka   |              | Yuichi Kanai       | Atsushi Hara             |                      | Masami Hirosaka    |
| 1998 | David Spashett    |              | Daniel Reckward    | David Spashett*          |                      | David Spashett     |
| 1996 | Masami Hirosaka   |              | Alex Laffranchi    |                          |                      | Mike Swauger       |
| 1994 | David Spashett    |              | Maurizio Monesi    |                          |                      | Masami Hirosaka    |
| 1992 | Tony Neisinger    |              | Kokushi Toge       |                          |                      | Joel Johnson       |
| 1990 | Chris Doseck      |              | Koji Sanada        |                          |                      |                    |
| 1988 | Masami Hirosaka   |              | Maurizio Monesi    |                          |                      |                    |
| 1986 | Tony Neisinger    |              | Frederic Veysseyre |                          |                      |                    |
| 1984 | Tony Neisinger    | Bud Bartos   |                    |                          |                      |                    |
| 1982 | Arturo Carbonell  | Kent Clausen |                    |                          |                      |                    |

### Sieger unregelmäßiger Weltmeisterschaften und Welt-Cups
| Jahr | Meisterschaft                           | Fahrer                                             |
| ---- | --------------------------------------- | -------------------------------------------------- |
| 2023 | 1:8 Onroad Verbrenner Weltmeisterschaft | Toni Gruber                                        |
| 2023 | 1:8 Onroad Elektro World Cup *          | Jörn Neumann                                       |
| 2023 | 1:8 Offroad World Cup                   | Michal Orlowski                                    |
| 2022 | Formel 1:10 Elektro World Cup *         | Andreas Stiebler                                   |
| 2020 | GT 1:8 Verbrenner                       | Jörn Neumann                                       |
| 2018 | Formel 1:10 Elektro World Cup *         | Jan Ratheisky                                      |
| 2018 | Drift 1:10 Elektro AWD*                 | Takahiro Kawakami                                  |
| 2018 | Drift 1:10 Elektro RWD*                 | Hayato Yoshiba                                     |
| 2015 | GT 1:8 Verbrenner*                      | Lim Kai Liang                                      |
| 2002 | Tourenwagen 1:10 Verbrenner 235 mm      | Brian Berry                                        |
| 2000 | Tourenwagen 1:10 Verbrenner 235 mm      | Michael Salven                                     |
| 1998 | Tourenwagen 1:10 Verbrenner 235 mm*     | Timo Rinne                                         |
| 1998 | Gruppe C 1:10 Verbrenner*               | Michael Salven                                     |
| 1990 | Gruppe C 1:8 Verbrenner Team*           | Michele Baruzzi, Lamberto Collari, Massimo Fantini |
| 1980 | Formel 1:8 Verbrenner*                  | Giulio Ghersi                                      |
| 1978 | Formel 1:8 Verbrenner*                  | Phil Greeno                                        |

* nur Welt-Cup
** zu wenig Nennungen, Rennen aber ohne Titel ausgetragen
*** wegen COVID-19-Pandemie nicht ausgetragen